# Diritto di famiglia
Il diritto di famiglia è la porzione del diritto privato che si occupa dei rapporti giuridici che intercorrono tra le persone componenti una famiglia.

## Ordinamento italiano

### Storia
Il diritto di famiglia, codificato nel 1942, concepiva una famiglia fondata sulla subordinazione della moglie al marito, sia nei rapporti personali sia in quelli patrimoniali, sia nelle relazioni di coppia sia nei riguardi dei figli; e fondata sulla discriminazione dei figli nati fuori del matrimonio (figlio naturale), che ricevevano un trattamento giuridico deteriore rispetto ai figli legittimi.
Il primo libro del codice venne riformato dalla Legge 19 maggio 1975, n. 151, in materia di "Riforma del diritto di famiglia", che apportò modifiche tese a uniformare le norme ai principi costituzionali. Con questa legge venne riconosciuta la parità giuridica dei coniugi, venne abrogato l'istituto della dote, venne riconosciuta ai figli naturali la stessa tutela prevista per i figli legittimi, venne istituita la comunione dei beni come regime patrimoniale legale della famiglia (in mancanza di diversa convenzione), la patria potestà venne sostituita dalla potestà di entrambi i genitori (prima "potestà genitoriale", ora "responsabilità genitoriale"), in particolare nella tutela dei figli. Il coniuge superstite nella successione ereditaria diventa erede, mentre prima, legalmente, non ereditava nulla.

### Disciplina normativa
La disciplina fondamentale è contenuta nel codice civile italiano, che dedica alla famiglia il primo libro, intitolato "Delle persone e della famiglia", Titoli V, VI, VII, VIII, IX, IX-bis, X, XI, XII, XIII, XIV.
La maggior parte degli articoli che lo compongono hanno oggi (in seguito a numerose modifiche) un contenuto profondamente diverso da quello che avevano nel testo originario del 1942. La vera e propria "riforma del diritto di famiglia" è stata apportata dalla legge n. 151/1975, ma la materia, nel corso degli anni, subì altre modifiche:
- la legge n. 431/1967 integrò le norme del codice in tema di adozione e affido, che successivamente vennero riformati con la legge n. 184/1983 e con la legge 149/2001;
- nel 1970 venne introdotto il divorzio (legge n. 898/1970), la cui disciplina venne modificata nel 1987 (legge n. 74/1987);
- con la legge n. 121/1985 (legge che rese esecutivo l'accordo del 1984 che modificò il Concordato del 1929) venne modificata la disciplina del matrimonio concordatario;
- la legge n. 40/2004 regolamentò la procreazione assistita;
- la legge n. 54/2006, la cosiddetta legge sull'affidamento condiviso rivoluziona l'assetto dei rapporti genitori-figli così come disciplinato dal codice civile.
- la legge 76/2016 sulle unioni civili tra persone dello stesso sesso, a cui sono stati estesi i diritti e i doveri previsti per il matrimonio, e la disciplina sulle convivenze di fatto

Grazie alla promulgazione della Costituzione il diritto di famiglia ha avuto dignità nella nostra carta dei diritti fondamentali. In particolare all'art. 29 della Costituzione è stato sancito il principio dell'uguaglianza giuridica e morale dei coniugi e la tutela giuridica dei figli nati fuori del matrimonio (art. 30 Cost.).
Anche il Codice penale contiene alcune norme dirette a proteggere la famiglia (titolo XI "Dei delitti contro la famiglia"), tra cui vi sono i delitti contro il matrimonio, contro lo stato di famiglia e contro l'assistenza familiare.

### Istituti

#### Separazione e divorzio
Quando la coppia decide di separarsi, o anche un solo membro lo decide unilateralmente, possono nascere problematiche sulle modalità con cui i due genitori separati continueranno a occuparsi della prole.
Nelle famiglie di fatto, non ratificate con atto di matrimonio, risulta competente il tribunale per i minorenni per regolare l'affido dei minori. Nel caso di famiglie ratificate con atto di matrimonio, civile e religioso concordatario, risulta competente il tribunale ordinario per compiere la separazione e, quindi, il divorzio dei coniugi.

#### Affidamento dei figli in Italia
In Italia, dopo l'introduzione della legge sul divorzio (art. 155 c.c. 1974) si è sviluppata la consuetudine di affidare la prole alla mamma in via esclusiva, riducendo il legame dei figli verso il padre a un orario di visita limitato (spesso corrispondente a un pomeriggio alla settimana e due fine settimana al mese). Nasce così il termine famiglia monogenitoriale. La proprietà domiciliare è sempre assegnata al coniuge affidatario su semplice richiesta dello stesso, a titolo di utilizzo gratuito, indipendentemente dalla proprietà dell'immobile.
L'incremento delle separazioni (con un rapporto di una ogni tre matrimoni nel 2002 e di una ogni due nel 2004 secondo i dati Istat) ha posto in discussione l'attuale regolamentazione giuridica del divorzio a causa delle sofferenze che provoca ai figli e ai genitori non affidatari. Nel febbraio 2006 è stata promulgata la nuova legge sull'affido condiviso.
Tuttavia, va negato l’affido condiviso al coniuge che, attraverso il suo comportamento di screditamento, tende a distruggere (invece di mantenere) il rapporto equilibrato e continuativo del minore con l’altro genitore, danneggiando l’equilibrio psichico del figlio.
L'interesse morale e materiale del minore diviene linea guida nella decisione del giudice. Questi, nel regolamentare i rapporti figli-genitori, dovrà prediligere, in quanto compatibile con interesse del minore, la soluzione dell'affido condiviso su quello monogenitoriale. Importante è il riferimento del nuovo art. 155 c.c. al diritto del minore, anche in caso di separazione personale dei genitori, di mantenere un rapporto equilibrato e continuativo con ciascuno di essi, e di conservare rapporti significativi con gli ascendenti e con i parenti di ciascun ramo genitoriale.
Dai lavori delle associazioni di categoria sono nate diverse proposte di legge che hanno l'obiettivo di minimizzare l'affidamento esclusivo a un solo genitore promuovendo invece due regimi di affido, congiunto e condiviso, che mantengono entrambi i genitori nel loro ruolo esercitando insieme la responsabilità genitoriale anche dopo la separazione; in particolare l'affido condiviso ha l'obiettivo di garantire il principio di bigenitorialità anche quando esiste conflitto fra i genitori. Inoltre, esso tende a riportare su un piano di pari dignità entrambi i genitori, cancellando così dall’ordinamento giuridico le figure di genitore affidatario e genitore non affidatario.